# Loranzè
Loranzè (piemontesisch Loransé) ist eine Gemeinde in der italienischen Metropolitanstadt Turin (TO), Region Piemont.

## Lage und Einwohner
Loranzè liegt knapp 50 km nördlich von Turin. Das Gemeindegebiet umfasst eine Fläche von 4 km² und hat 1141 Einwohner (Stand 31. Dezember 2023).
Die Nachbargemeinden sind Fiorano Canavese, Salerano Canavese, Samone, Lugnacco, Colleretto Giacosa und Parella.

### Bevölkerungsentwicklung

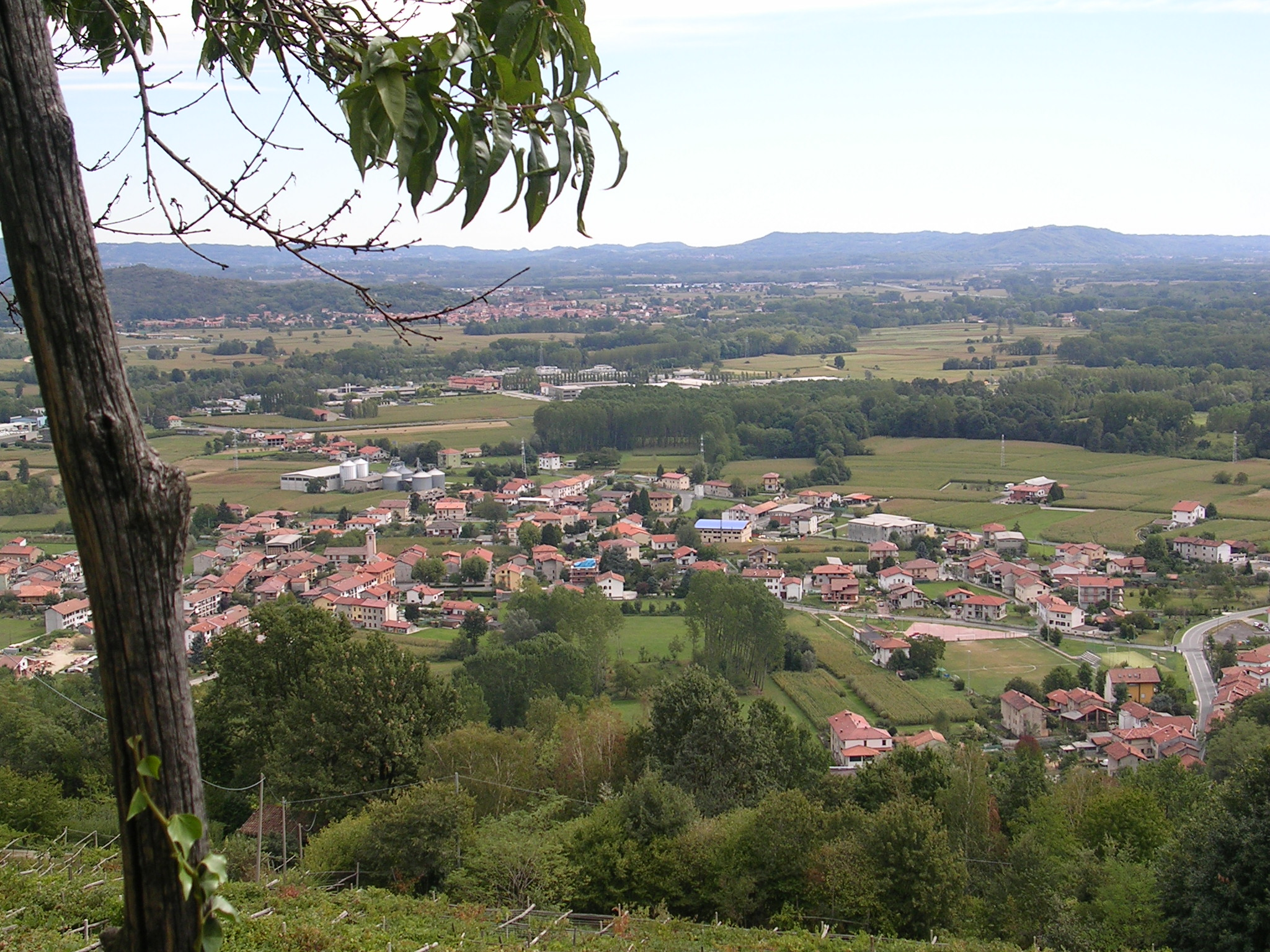
Panorama der Gemeinde Loranze